# Lidija Vladimirovna Litvjaková
Lidija Vladimirovna Litvjaková (rusky Лидия Владимировна Литвяк, 18. srpna 1921, Moskva – 1. srpna 1943, Donbas) byla sovětská stíhací pilotka v době druhé světové války. Bránila svou vlast 10 měsíců v bitvách na Volze a na Donu. Stala se nejúspěšnějším a dodnes nepřekonaným ženským leteckým esem. Sestřelila nejméně 12 nepřátelských letadel. Nazývali ji "bílou lilií od Stalingradu".

## Život
Narodila se v Moskvě. Od dětství ji přitahovalo létání, a tak od 14 let chodila do aeroklubu Osoaviachimu. V 15 letech již prvně sama pilotovala letadlo. Po absolvování Chersonské letecké školy pracovala v Kalininském aeroklubu jako učitelka létání. V tomto období vyškolila 45 letců. V roce 1937 sovětské státní orgány zatkly a popravily jejího otce.
Po napadení Sovětského svazu v létě 1941 požádala o vstup do letectva, žádost však byla zamítnuta pro nedostatek zkušeností. Sovětské letectvo bylo přitom v té době nuceno nasazovat množství nezkušených pilotů, kteří měli nalétáno jen několik letových hodin. Její žádosti bylo vyhověno v říjnu 1941, když Marina Raskovová hledala profesionální pilotky do 122. ženského leteckého oddílu. V únoru 1942 byla zařazena do ženského 586.IAP (stíhacího leteckého pluku), jednoho ze tří ženských leteckých pluků 122. smíšené letecké skupiny (zvané Noční čarodějnice). Absolvovala výcvik na strojích Jakovlev Jak-1 a poprvé se účastnila vzdušných bojů nad Saratovem.
V srpnu 1942 sestřelila ve spolupráci s dalším stíhačem německý bombardér Ju 88. Následující měsíc byla převelena k 437. IAP, náležící k 287. IAD, 8. letecké armády Jihovýchodního frontu, který se účastnil vzdušných bojů u Stalingradu. Krátkou dobu tehdy létala na stroji La-5.
13. září 1942 při svém druhém bojovém letu sestřelila nad Stalingradem Ju 88 a Bf 109. Pilotem stíhacího letadla Bf 109 byl Erwin Maier, trojnásobný nositel Železného kříže, který měl na svém kontě 11 vzdušných vítězství. 27. září palbou na vzdálenost necelých 30 metrů zlikvidovala další Ju 88. Nedlouho poté sestřelila spolu s Raisou Běljajevovou Bf 109.
Koncem roku 1942 byla převelena k elitnímu 9. GIAP, kterému velel Lev Šestakov. U tohoto útvaru zaznamenala jeden sestřel a byla znovu převelena, tentokrát k 296. IAP. 11. února 1943 sestřelila další dva Ju 88 a ve spolupráci jeden Fw 190. V následujících dnech musela po zásahu nouzově přistát na nepřátelském území. Před zajetím německými vojáky se bránila střelbou z pistole. Naštěstí útočníky zahnal letoun IL-2, následně přistál, vzal Lidii provizorně na palubu a dopravil ji do bezpečí. 23. února 1943 získala za své úspěchy Řád rudé hvězdy. Brzy se vdala za stíhacího letce Alexeje Solomatina.
22. března 1943 v oblasti Rostova na Donu sestřelila při útoku na německé bombardéry jeden nepřátelský stroj. Následně se pustila do boje se šesti doprovodnými Bf 109. V tomto boji byla těžce raněna, ale byla ještě schopna přistát na základně. Po propuštění z nemocnice však neposlechla příkazu lékařů, aby si svá zranění doléčila doma, ale po týdnu se vrátila zpět k jednotce.
Koncem května 1943 zaznamenala zvláštní sestřel, když se jí podařilo zničit německý pozorovací balón, jehož posádka korigovala dělostřeleckou palbu na frontě. Tento balón měl silné krytí protiletadlovou obranou, a pilotům se nedařilo přiblížit se na účinný dostřel. Litvjaková přišla s vlastním plánem na zneškodnění balónu a ten po schválení provedla. Frontovou linii proletěla ve větší vzdálenosti od cíle a k balónu se přiblížila strmým letem z týlu nepřítele se sluncem v zádech. Německá protivzdušná obrana nestihla zareagovat a balón střelbou zapálila. Za tento úspěch později obdržela Řád rudého praporu. 21. května 1943 padl v boji její manžel Alexej F. Solomatin. V důsledku zranění či poruchy letadla nezvládl přistání a ve vraku letadla jí uhořel před očima.
15. června 1943 sestřelila v leteckém souboji další Ju 88 a Bf 109, a utrpěla další zranění. 18. července byla Lidija sestřelena a zachránila se na padáku. Toho dne sestřelili i její nejlepší přítelkyni Kaťu Budanovou, která však v hořícím stroji zahynula.
Na přelomu července a srpna 1943 probíhaly v oblasti řeky Mius těžké boje mezi sovětskými vojsky a německou 6. armádou. Tak jako jinde i zde byly pozemní boje úzce spojeny s činností letectva. V té době byla Litvjaková již poměrně známou osobností, o které často psal nejen sovětský tisk. V důsledku nedoléčených zranění, silného duševního i fyzického vypětí, po ztrátě manžela a nejlepší přítelkyně se začaly objevovat známky vyčerpání.
1. srpna 1943 Lidija Litvjaková vzlétla čtyřikrát. Během prvních tří bojových letů sestřelila dvě nepřátelská letadla samostatně a jedno ve spolupráci. Ze čtvrtého letu se však její Jak-1b s číslem 23 již nikdy nevrátil. Letadlo se s ní zřítilo u samoty Koževňa nedaleko obce Dmitrivka v okrese Šachťarsk. Lidija Litviaková byla prohlášena za nezvěstnou. Velení divize připravilo návrh na udělení titulu Hrdina Sovětského svazu, avšak nejen z důvodu podezření, že padla do zajetí, bylo udělení vyznamenání odloženo.
Po skončení války ji její spolubojovníci dále hledali. Až v roce 1979 její ostatky náhodně identifikovali u vesnice Dmitrijevka jižně od města Krasnyj Luč na Ukrajině. Přesné okolnosti její smrti nejsou dodnes známy.
5. května 1990 jí prezident SSSR Michail Gorbačov posmrtně udělil titul Hrdina Sovětského svazu.
V červenci 2019 vydala izraelská metalová skupina Desert song s názvem "Fortune favors the brave" o Lýdii a jejím hrdinství.